# Dmitry Bortniansky
Dmitry Stepanovich Bortniansky (em russo:  Дмитрий Степанович Бортнянский listenⓘ; em ucraniano:  Дмитро Степанович Бортнянський; transcrições alternativas de nomes são Dmitri Bortnianskii e Bortnyansky; 28 de Outubro de 1751, em Glukhov – 28 de Setembro de 1825, em São Petersburgo) foi um compositor, cravista e maestro russo e ucraniano que serviu na corte de Catarina, a Grande. Bortniansky foi fundamental para a história musical da Ucrânia e da Rússia, com ambas as nações reivindicando-o como seu.
Bortniansky, que tem sido comparado a Palestrina, é conhecido actualmente pelas suas obras litúrgicas e contribuições prolíficas ao género de concertos corais.